# Alcyonidium nipponicum
Alcyonidium nipponicum is een mosdiertjessoort uit de familie van de Alcyonidiidae. De wetenschappelijke naam van de soort is voor het eerst geldig gepubliceerd in 1986 door d'Hondt & Mawatari.